# Ranunculus villarsii
Ranunculus villarsii är en ranunkelväxtart som beskrevs av Dc.. Ranunculus villarsii ingår i släktet ranunkler, och familjen ranunkelväxter. Inga underarter finns listade i Catalogue of Life.